# Maison de la Grande Guilde
La Maison de la Grande Guilde (estonien : Suurgildi hoone) est un bâtiment de Vanalinn, le centre-ville historique de Tallinn en Estonie.
L'édifice est occupé par le Musée de l'histoire estonienne.

## Histoire
La Grande Guilde, dont les membres étaient les marchands les plus puissants et les plus riches de la ville, a été fondée vers 1325 . Habituellement, les maires étaient également choisis parmi les membres de la Grande Guilde.
La Grande Guilde acheta en 1406 un terrain proche de l'hôtel de ville pour y construire son bâtiment.
La construction a duré de 1407 à 1410, la finition intérieure a été achevée en 1417.
Le bâtiment de la Grande Guilde a eu de nombreuses fonctions : des célébrations de grands commerçants membres de Grande Guilde y ont eu lieu, c'était le point de départ et d'arrivée de processions, de mariages, de services religieux, des représentations théâtrales, des audiences judiciaires et des concerts.
Depuis 1872, le bâtiment était à la disposition de la Bourse de Tallinn et le bâtiment s'appelait le bâtiment de la Bourse.
La première projection de film en Estonie a eu lieu dans le bâtiment de la Grande Guilde : en 1896, un programme composé de dix courts extraits d'environ une minute a été projeté dans la petite salle.
Depuis 1952, l'édifice est le bâtiment principal du Musée de l'histoire estonienne.
En 2011, d'importants travaux de restauration et de réparation ont été effectués dans le bâtiment.

## Architecture
Le bâtiment de la Grande Guilde est de style gothique tardif.
Il a un toit en pente élevée, qui a très peu été modifié depuis sa construction. L'élément le plus frappant de la façade est son portail, qui compte des portes en chêne avec de grands heurtoirs en bronze, réalisés en 1430. Ils sont considérés comme les meilleurs exemples de fonte du bronze médiéval de Tallinn.
La hauteur du bâtiment avec son toit à pignon depuis la façade était de 20,5 mètres, la largeur de 16,8 mètres et la longueur d'environ 49 mètres. Du côté de la rue Pikk tänav, le pignon, séparé de la façade du premier étage par une corniche, est orné de deux fausses niches hautes et deux basses fausses niches en lancette, situées symétriquement. Dans le plan des niches hautes se trouvent : dans la partie inférieure - des trappes rectangulaires pour la livraison des marchandises, dans la partie supérieure - de petits trous dans lesquels étaient auparavant fixées des poutres avec des blocs pour le levage et la descente des marchandises. Au-dessus et sur les côtés des niches hautes, il y a trois niches quadrilobées, au sommet desquelles se trouve un trou pour une poutre de chargement, et sur les côtés sont représentés les armoiries de la Grande Guilde : une croix droite en argent sur un fond écarlate. Ces armoiries étaient aussi les petites armoiries (commerciales) de Revel,,.
Le sommet du pignon est orné d'une arête en forme de tourelle, haute de 1,6 mètre. La date « 1410 » est indiquée sur la tourelle - l'année d'achèvement des principaux travaux de construction.
En 1627, une girouette massive avec deux boules et un ornement complexe, réalisée par les maîtres Joachim Gesel et Daniel Peppel, fut installée sur la crête. Cette girouette n'a pas survécu et a ensuite été remplacée par une girouette plus simple.
Sur les côtés du portail se trouvent de hautes fenêtres (une à gauche et deux à droite), qui étaient à l'origine rectangulaires, mais à la fin du XIXe siècle elles ont été reconstruites en ogive.
Au XVIIIe siècle, une lanterne pentagonale à toit pyramidal et dotée de vitraux est installée au-dessus du portail, dépassant de la ligne de la façade. À gauche du portail se trouve l'entrée du sous-sol dont la charpente dépasse légèrement de la ligne de la façade.
Encore plus à gauche se trouve l'extension de la chambre des accises, avec un passage voûté en partie basse et deux fenêtres rectangulaires en partie haute ; la hauteur de l'extension affleure la corniche de la façade principale,,,.
Le mur du bâtiment faisant face au passage de la Bourse comporte une petite et cinq hautes fenêtres au premier étage (initialement rectangulaires, de la fin du XIXe siècle - à lancette) et plusieurs petites fenêtres carrées au sous-sol. Entre les fenêtres du mur, il y a deux portes : l'une mène aux escaliers menant au grenier, la seconde au sous-sol, au-dessus il y a un trou pour une poutre de chargement. Dans le passage voûté sous la chambre des accises se trouvent deux entrées de service vers le bâtiment. Le mur opposé du bâtiment est adjacent au bâtiment voisin et ne s'ouvre que partiellement sur la cour des maisons voisines, où il possède deux fenêtres.

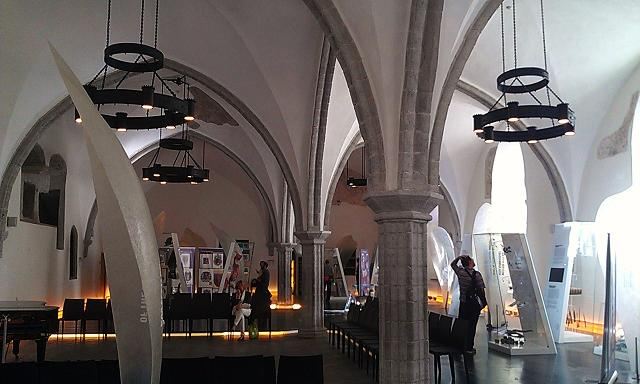
Intérieur moderne du bâtiment.

## Galerie

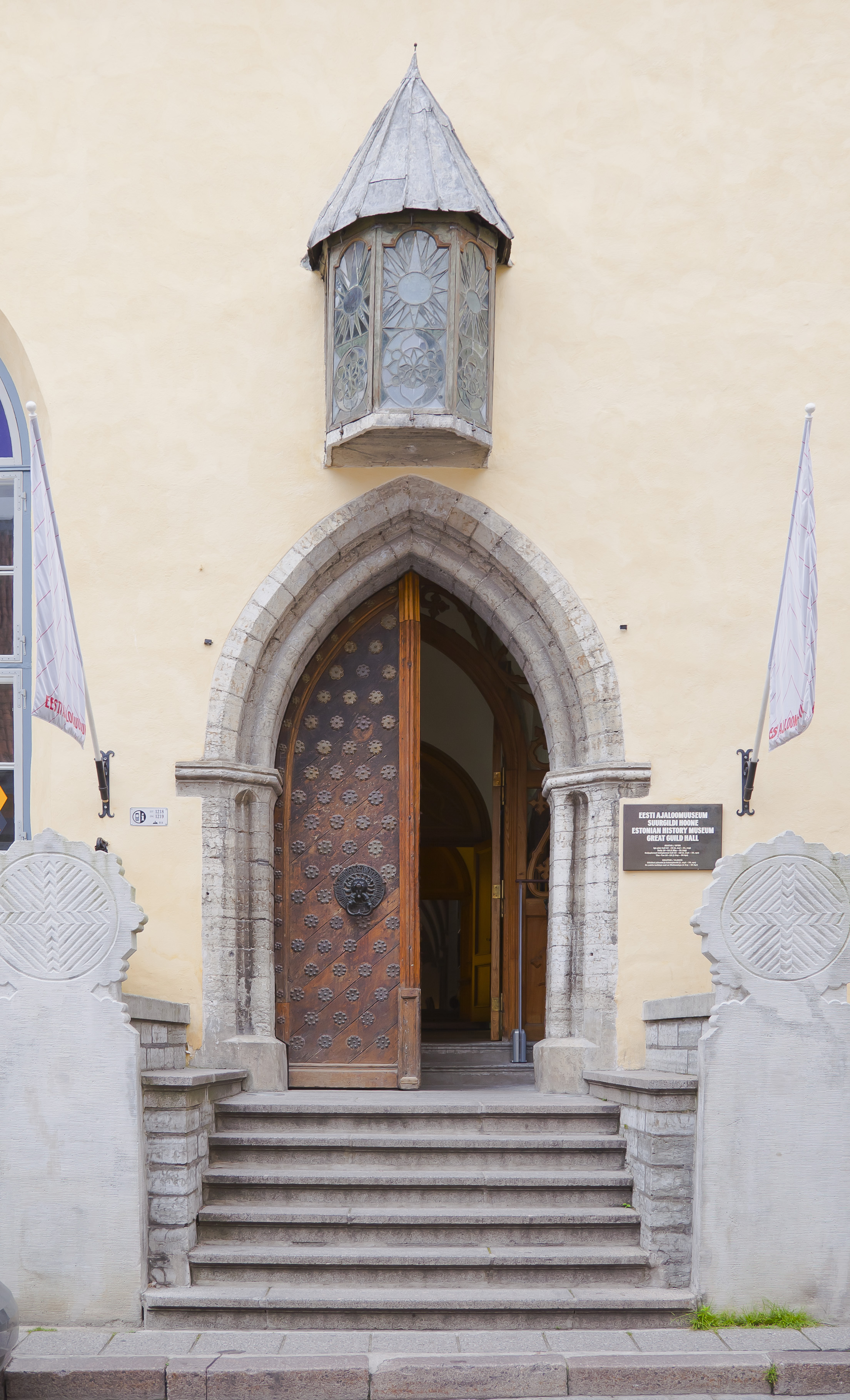
Portail
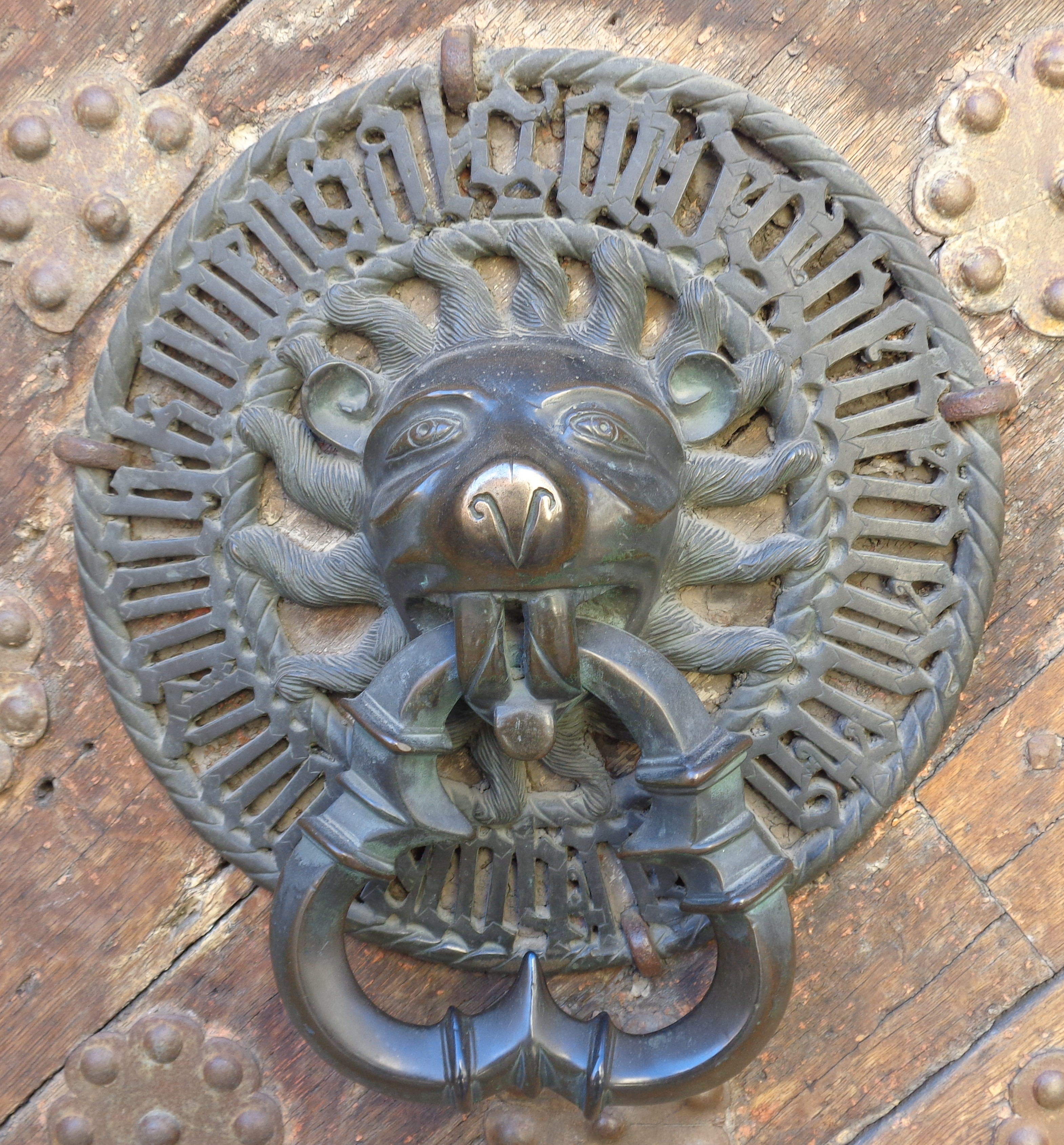
Heurtoir de porte
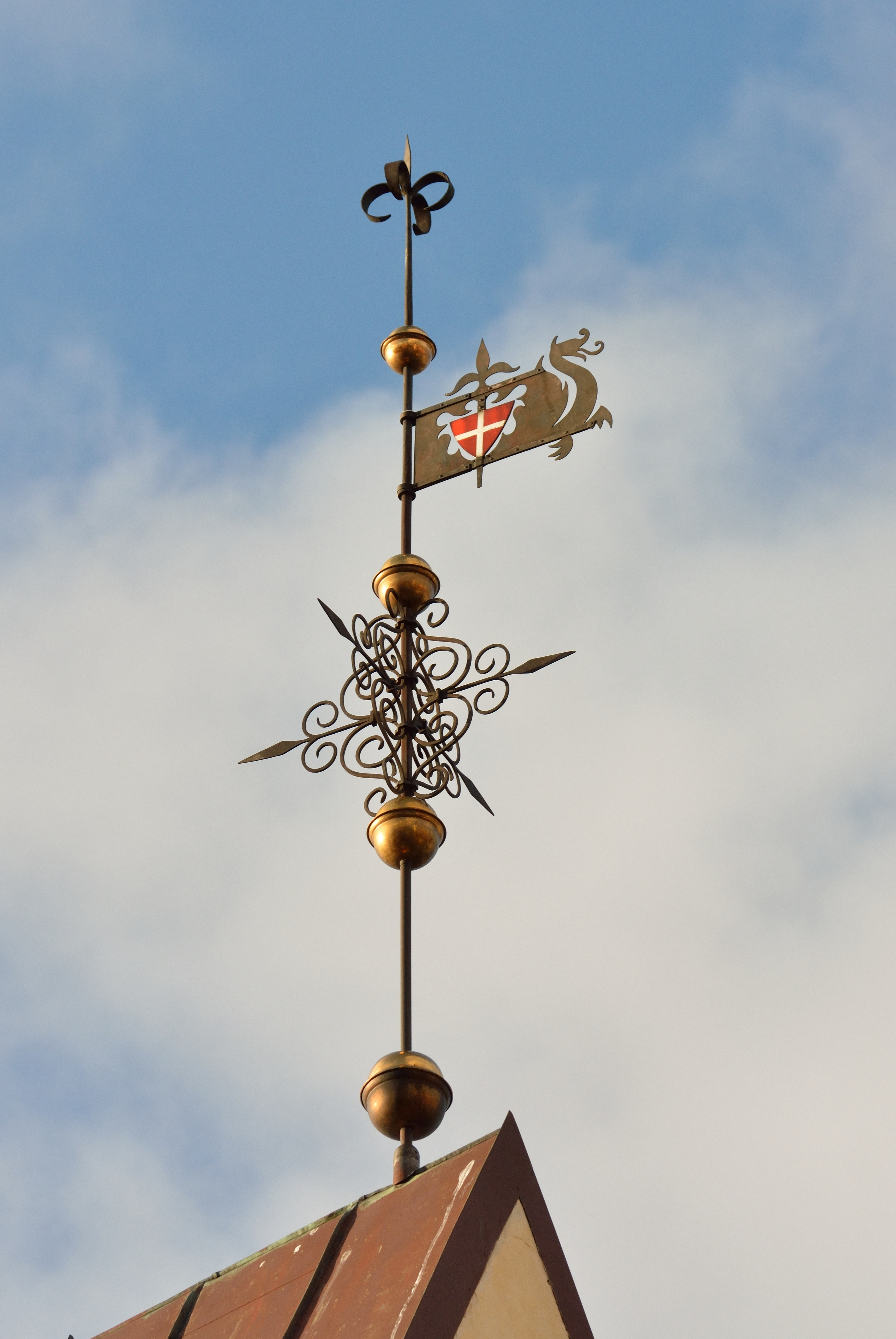
Girouette sur le faîte du toit
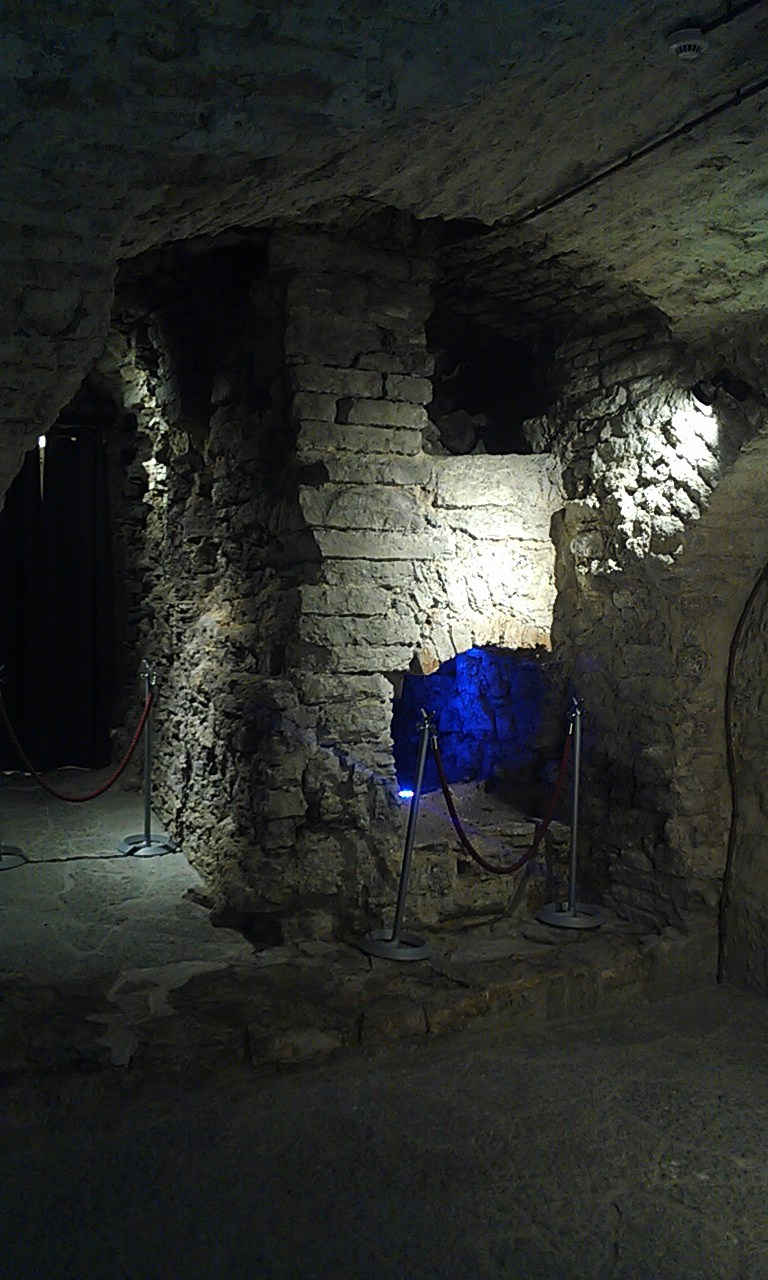
Sous-sols
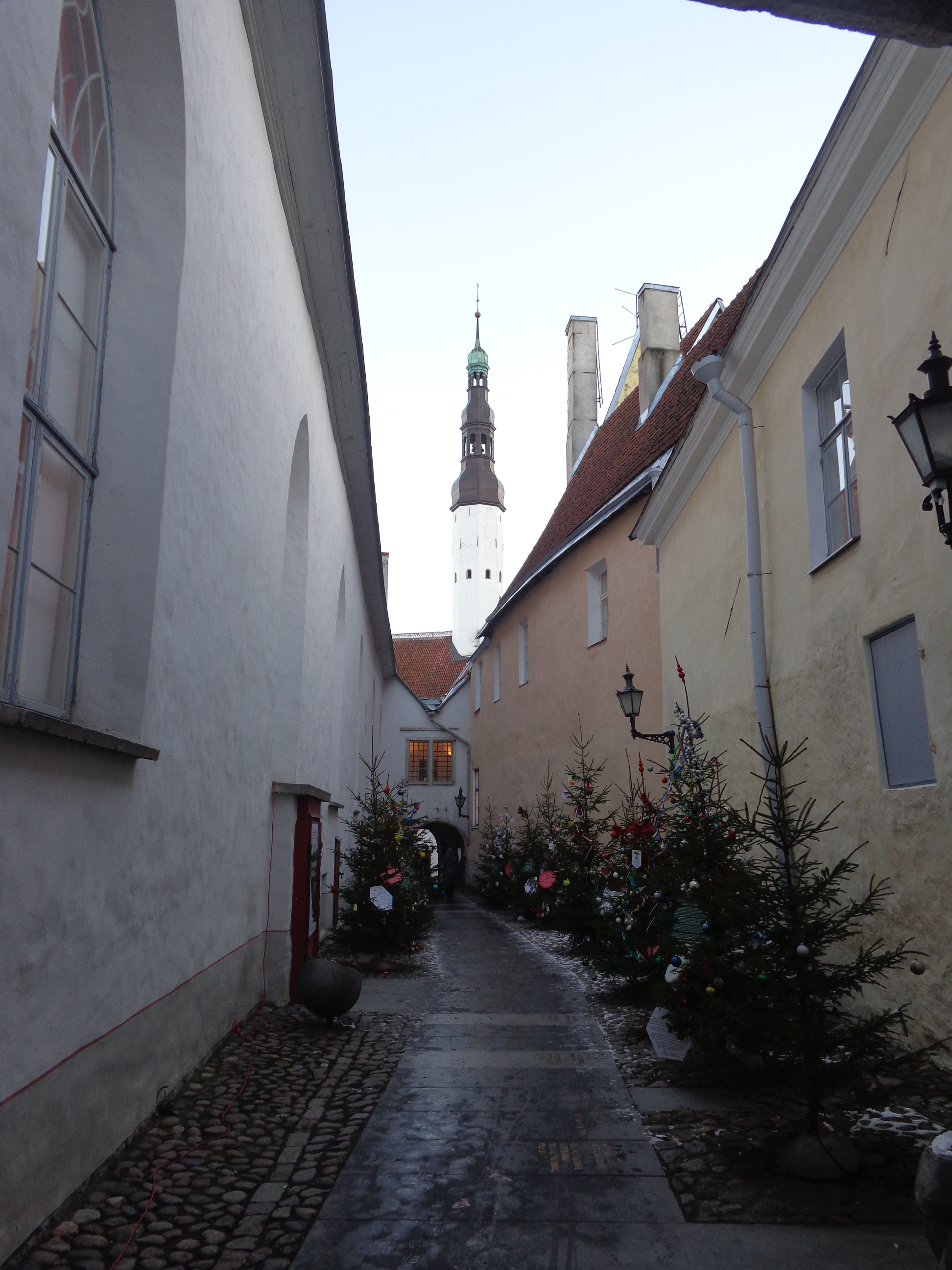
Passage
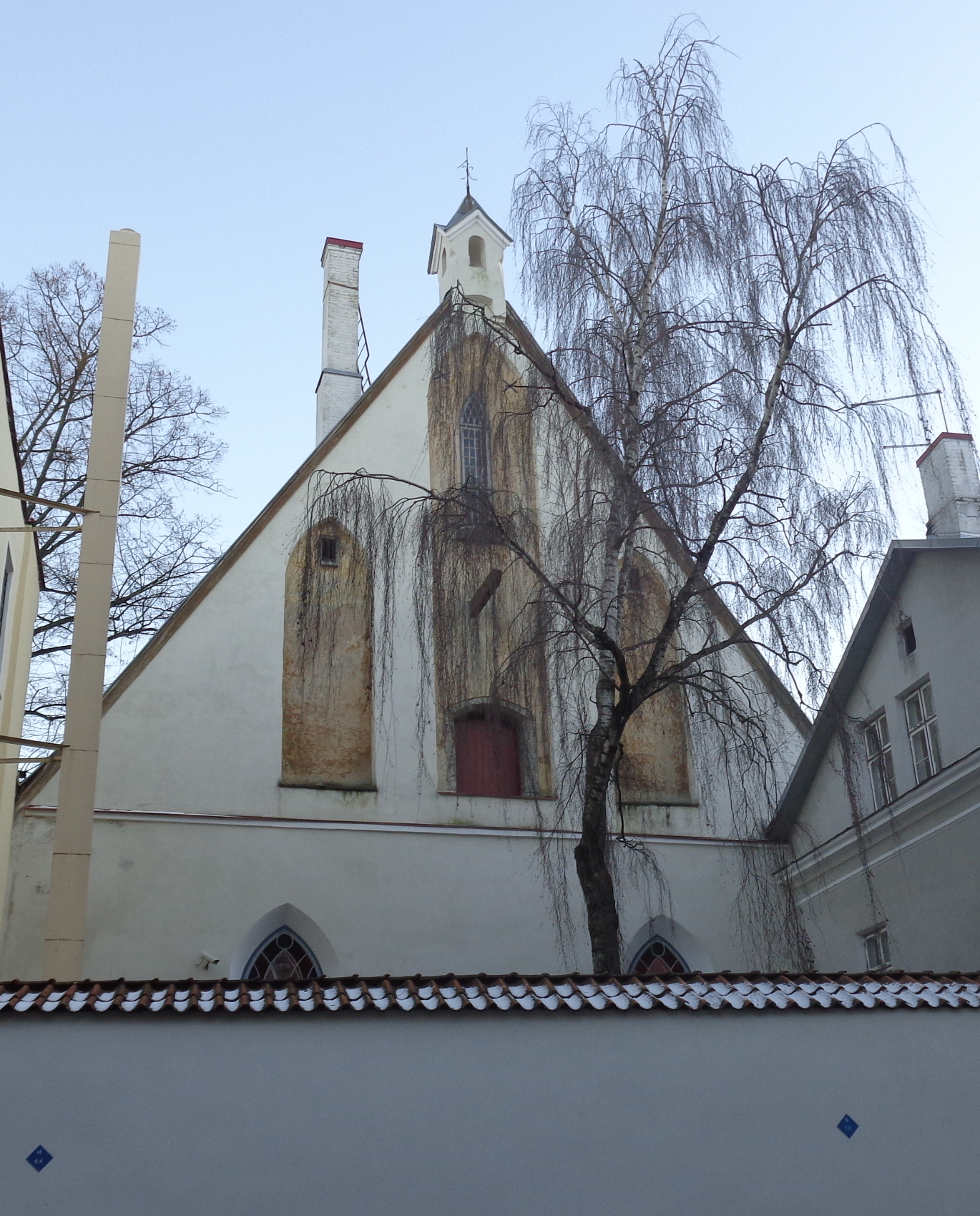
Façade de la rue Lai tänav.